# Список русскоязычных кельтологов
- Баркова, Юлия Сергеевна
  - Музыка и устнопоэтическое слово в традиционной культуре гэлов Шотландии. Автореф. дисс. … канд.культурологии. М., МГУ. 2006.
- Бондаренко, Григорий Владимирович (1974)
  - Пять дорог в древнеирландской картине мира. Автореф. дисс. … к.и.н. М., ИВИ. 2001.
  - Мифология пространства древней Ирландии. М.: Языки славянской культуры, 2003. 416 стр. Тираж не указан (о книге)
  - Повседневная жизнь древних кельтов. М.: Молодая гвардия, 2007. 396 стр. (Серия «Живая история. Повседневная жизнь человечества»). (о книге (недоступная ссылка))
  - Studies in Irish Mythology. Berlin: Curach Bhán Publications, 2014. 300 p.[1]
  - Мифы и общество древней Ирландии. М.: Языки славянской культуры, 2015. 474 стр.
  - Статья о Толкине
- Живлова (Чехонадская), Нина Юрьевна (1972)
  - Святой Гильда и падение Римской Британии. Автореф. дисс. … к.и.н. М., 2001.
  - Гильда Премудрый. О погибели Британии. Фрагменты посланий. Жития Гильды / Пер., вступ. статья и примечания Н. Ю. Чехонадской. СПб.: Алетейя, 2003. 464 стр.
  - Чехонадская Н. Ю. Галльские пророчицы: жизнь, смерть и исцеление в руках галльских женщин // Мифологема женщины-судьбы у древних кельтов и германцев. М., 2005. С. 282—320.
- Зотов, Олег Анатольевич (1976) (о нём)
  - «Формы и функции раннеирландской сатиры» // Материалы Ломоносовских чтений Философского ф-та МГУ за 2000 г. М.: Изд-во  МГУ, 2000 (0,4 п.л.).
  - «Раннеирландская сатира: проблема типологии» // Аспекты: Сборник статей по философским проблемам истории и современности. М.: Изд-во «Современные тетради», 2002.
- Калыгин, Виктор Павлович (1950—2004)
- Королёв, Андрей Александрович (1944—1999)
- Крюкова, Ида Васильевна
  - Словоизменение нерегулярных глаголов в ирландском языке: (На материале диалектов). Автореф. дисс. … к.филол.н. Л., Ин-т языкознания. 1981. 19 с.
  - Глагольное словоизменение в ирландском языке: (На материале диалектов). Л.: Наука, 1987. 199 стр. 700 экз.

Михайлова, Татьяна Андреевна (интервью, беседа с Гордоном)
- Ирландская героическая сага и проблема типологии эпической формы: (На материале уладского цикла). Автореф. дисс. … к.филол.н. М., МГУ. 1984. 16 с.
- Ирландский язык. Ч. 1. Тексты. М.: МГУ. 1989. 52 стр. 100 экз.
- Ирландский язык. Ч. 2. Словарь. М.: МГУ. 1990. 54 стр. 100 экз.
- «Безумие Суибне» — памятник XII века. Автореф. дисс. … д. и. н. М., МГУ. 1999.
- Ирландское предание о Суибне Безумном, или Взгляд из XII века в VII. М.: МГУ, 1999. 422 стр. (о книге)
- Суибне-гельт. Зверь или демон, безумец или изгой. М.: Аграф, 2001. 448 стр. 1500 экз.
- Хозяйка судьбы: образ женщины в традиционной ирландской культуре. М.: Языки славянской культуры, 2004. 192 стр.
- Лайсафт П., Михайлова Т. Банши: фольклор и мифология Ирландии. (Пер. с англ. книги P. Lysaght). М.: ОГИ, 2007. 181 стр.
- Древнеирландский язык: Учебник. М.: Марк-пресс, 2008. 150 стр.
- Древнеирландский язык: Краткий очерк. М.: Языки славянской культуры. 2010. 296 стр.
- Ирландия от викингов до норманнов: Язык, культура, история  М.: Языки славянской культуры. 2012. 400 стр

- Моррис, Мария-Валерия Викторовна
  - Статус личности в праве Шотландии. Автореф. дисс. ... к.ю.н. М., 2013.

- Мурадова, Анна Романовна
  - Выражение концепта «мир» в языке бретонского фольклора. Автореф. дисс. … к.филол.н. М., 2002.
  - Бретонские легенды. / Пер. А.Мурадовой. М., Совпадение. 2005. 317 стр.
- Осипова, Татьяна Сергеевна
  - Английская агрессия в Ирландии и освободительная борьба ирландского народа в XVI веке. Автореф. дисс. … к.и.н. М., 1952. 16 с.
  - Освободительная борьба ирландского народа против английской колонизации (Вт.пол. XVI — начало XVII вв.). М.: Изд-во АН, 1962. 206 стр. 1000 экз.
  - Ирландский город и экспансия Англии 12-15 вв. М.: Наука, 1973. 255 стр. 1000 экз. 
    - То же. Автореф. дисс. … д.и.н. М., ИВИ. 1975. 34 с.
- О’Шей, Наталья Андреевна
- Парина, Елена Алексеевна
  - Система личных местоимений в средневаллийском языке: синхрония, диахрония, типология. Дисс. … к.ф.н. М., РГГУ, 2006.
- Смирнов, Александр Александрович (1883—1962)
  - Древний ирландский эпос. // Ирландские саги. (Серия «Сокровища мировой литературы»). Л.: Academia, 1929. 377 стр.
    - 2-е изд., испр. Л.-М., 1933. 369 стр.
    - М.-Л.: ГЛИ, 1961. 299 стр. 45000 экз.
- Фалилеев, Александр Игоревич
  - Синтаксические функции глагольного имени в средневаллийском языке: (В историко-типологическом освещении). Автореф. дисс. … к.филол.н. М., 1990.
  - Древневаллийский язык. СПб, Наука. 2002.
  - Древневаллийский язык в синхронии и диахронии: Опыт описания. Автореф. дисс. в форма науч.доклада … д.филол.н. М., 2003.
- Широкова, Надежда Сергеевна (1938) (о ней)
  - Социально-политическая организация и идеология друидов. Автореф. дисс. … к.и.н. Л., 1958.
  - Культура древних кельтов: Учеб. Пособие. Л., ЛГУ. 1983. 91 стр. 500 экз.
  - Кельтские друиды: Учеб. пособие. Л., ЛГУ. 1984. 70 стр. 500 экз.
  - Древние кельты на рубеже старой и новой эры. Л., ЛГУ. 1989. 219 стр. 2290 экз.
    - То же. Автореф. дисс. … д.и.н. Л., ЛГУ. 1991. 39 с.

  - Культура кельтов и нордическая традиция античности. (Серия «Barbaricum»). СПб, Евразия. 2000. 349 стр.
  - Мифы кельтских народов. (Серия «Мифы народов мира»). М., АСТ. 2004. 431 стр.
- Шкунаев, Сергей Владимирович (1950—2008)
- Эрлихман, Вадим Викторович
  - Переводчик книги: Мабиногион. М., Ладомир. 1995. 2-е изд, испр. М., Аграф. 2002.
- Ярцева, Виктория Николаевна (1906—1999)